# Varig

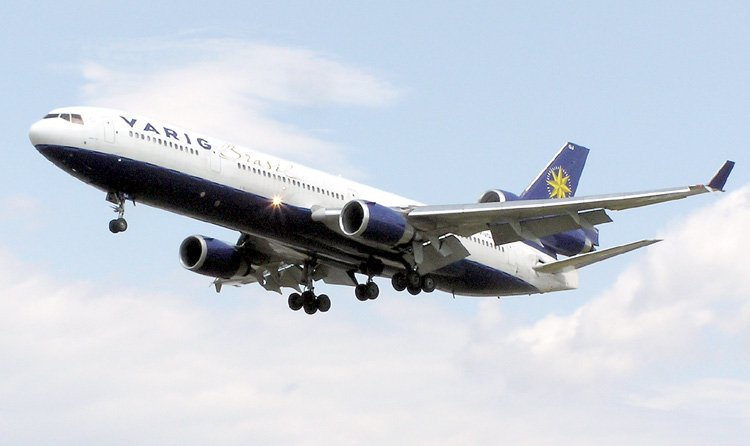
Un McDonnell Douglas MD-11 de la Varig atterrissant à Heathrow en 2004

Viação Aérea Rio-Grandense (S.A), connue sous l'acronyme Varig, est une compagnie aérienne brésilienne créée le 7 mai 1927 à Porto Alegre, dans l'État du Rio Grande do Sul, et qui a disparu en 2007.

## Présentation
La première ligne, de seulement 270 km, reliait les villes de Porto Alegre - Pelotas - Rio Grande. Sa flotte a beaucoup évolué du premier avion, un Atlântico de 9 passagers volant à 180 km/h au Boeing 777, un des avions les plus modernes du monde (900 km/h).
Même si elle n'était plus que numéro 3 sur le marché domestique, la compagnie possédait avant sa disparition, et avec ses filiales Riosul et Nordeste, 115 avions de type Boeing 777, Boeing 767, Boeing 757, Boeing 737, MD-11 dont 15 étaient cependant cloués au sol, faute de maintenance.
Elle réalisait des liaisons entre 70 villes du Brésil. Des ponts aériens existaient entre les principales capitales d'État, avec des vols toutes les 15 minutes pour Rio de Janeiro, São Paulo, Brasilia, Belo Horizonte, Curitiba, Porto Alegre et Vitória.
À l'international elle détenait encore plus de 77 % du marché avec 20 villes en vols directs comme Francfort, Munich, Paris, Londres, Milan, Madrid, Mexico, Miami ou New York.
Le 17 juin 2005, Varig s'est déclaré en cessation judiciaire et, le 19 décembre, les créanciers ont approuvé un plan de redressement. Le plan de sauvetage de l'entreprise inclut la baisse des coûts, la conversion de ses dettes en actions dans des fonds d'investissement et l'entrée de nouveaux investisseurs en remplacement du fédéral brésilien.
Cela n'a pas suffi pour redresser l'entreprise puisqu'en 2006, la compagnie fut divisée en deux entités pour être vendue :
- une entité Nordeste Linhas Aéreas opérée sous la marque Flex Linhas Aéreas, qui sera finalement déclarée en faillite le 20 août 2010[1] ;
- une entité VRG Linhas Aéreas comprenant les marques Varig et Rio-Sul, finalement rachetée en 2007 par la compagnie GOL Transportes Aéreos.